# Almoloya de Alquisiras
Almoloya de Alquisiras är en ort i Mexiko, och administrativ huvudort i kommunen Almoloya de Alquisiras i den nordvästra delen av delstaten Mexiko, i den centrala delen av landet. Orten hade 3 153 invånare vid folkräkningen 2010, och är kommunens största samhälle.